# Wesensgemäße Bienenhaltung
Wesensgemäße Bienenhaltung, auch biodynamische Bienenhaltung, ist eine Form der Bienenhaltung, welche 1986 von der Vereinigung für wesensgemäße Bienenhaltung e.V. (heute: Mellifera e.V.) in Süddeutschland entwickelt wurde. Sie ist Grundlage der Demeter-Richtlinien zur Bienenhaltung. Sie orientiert sich an den anthroposophischen Lehren Rudolf Steiners und einigen Vorstellungen Ferdinand Gerstungs, die von Steiner anthropomorph (menschengestaltig) umgedeutet wurden. In Norddeutschland hat sich ebenso eine anthroposophische Form der Bienenhaltung gegründet: De Immen, beide Vereine arbeiten heute eng zusammen.

## Ursprünge

### Bienenzucht
Mitte bis Ende des 19. Jahrhunderts waren imkerliche Techniken wie Mobilbau im Rähmchen, Mittelwände aus Wachs und die wissenschaftliche Königinnenzucht bereits entwickelt und etabliert, vor allem in den USA. Sie standen im Wettstreit mit traditionellen Betriebsweisen mit Schwarmzucht und Stabilbau, bei dem die Naturwaben fest an der Bienenbeute angebaut waren. In dieser Zeit wirkte der Naturforscher Ferdinand Gerstung als Imker. Er führte den Begriff des Biens 1890 in die Bienenwissenschaften ein. Der Begriff Bien stammt von Johannes Mehring. Gerstung schilderte wie Bienenkönigin, Drohnen und Arbeiterinnen als Organe des ganzheitlichen Organismus Bien zu verstehen seien. Heute sprechen wir von einem Superorganismus.

### Anthroposophie
Rudolf Steiner, „Begründer der Anthroposophie und gedanklicher Wegbereiter der wesensgemäßen Sichtweise“, hielt 1923 eine Reihe von Vorträgen, in denen er auch über das Wesen der Bienen erzählte. Steiner, selbst kein Imker, erweiterte seine Meinungen zweiter und dritter Hand zur Bienenzucht um eigene fantasievolle, esoterische Vorstellungen. Er meinte, dass man das Bienenleben auf seelische Art studieren müsse und dass Bienen den „größten Einfluß aus der Sternenwelt“ hätten. Er behauptete, ältere, weisere Menschen, die auf „ganz andere Art die Sache gewußt haben, als man sie heute weiß“, hätten das Treiben des Bienenstocks als Liebesleben aufgefasst und mit dem Planeten Venus in Zusammenhang gebracht. Er meinte, Bienenzucht fördere die Kultur ungemein und den richtigen Zusammenhang zwischen dem „Luftförmigen und dem Flüssigen“ im Menschen.
Steiner vermenschlichte das Wesen des Bien. Er verglich Prozesse im Bienenstock mit Prozessen im menschlichen Kopf, interpretierte das Schwarmgeschehen wie das Sterben eines Menschen und das Einziehen des Schwarms in eine neue Behausung mit der Geburt. Den Wabenbau bezeichnete er als Skelett, vergleichbar den Knochen des Menschen. Die Königin beschrieb Steiner als Organ der inneren Einheit des Bienenvolks. Nach Steiners Lehren sind Menschen und Honigbienen in einer mythischen Weltenordnung vereint. „Auf dem Umwege durch den Bienenstock“ ziehe das ganze Weltenall in den Menschen ein und so werde die geheimwissenschaftliche „Menschenkunde zu einer Weltenkunde“. Steiner behauptete, seine „Geistes- oder Geheimwissenschaft“, „höheres Wissen“ und „hellseherische Forschung“ basiere auf einer angeborenen Fähigkeit zur Hellsichtigkeit. Er erhob sogar den Anspruch, er könne vergangene Ereignisse übersinnlich wahrnehmen, durch einen „nach rückwärts gerichteten hellseherischen Blick“. Steiner meinte, dass „in hundert Jahren die ganze Bienenzucht aufhören würde, wenn man nur künstlich gezüchtete Bienen verwenden würde“. „Wir werden dann das nächste Mal ein bißchen tiefer hineinschauen in die Bienenzucht und sehen, daß das, was kurze Zeit eine außerordentlich günstige Maßregel ist, was heute zugrunde liegt, gut erscheinen kann, daß aber in hundert Jahren die ganze Bienenzucht aufhören würde, wenn man nur künstlich gezüchtete Bienen verwenden würde. […] So können sich die Bienenzüchter zwar außerordentlich freuen über den Aufschwung, den seit kurzer Zeit die Bienenzucht genommen hat; aber diese Freude, die wird keine hundert Jahre halten. […] Selbstverständlich würde ich durchaus nicht wollen, daß eine fanatische Bewegung gegen die künstliche Bienenzucht eingeleitet werden soll. […] Es laßt sich aus dem heutigen Bestand überhaupt gar nichts schließen darauf, was die künstliche Bienenzucht bedeutet oder nicht, sondern das muß man nach fünfzig, sechzig Jahren oder meinetwillen hundert Jahren ins Auge fassen […] denn die Kuhzucht wird viel schneller leiden, wird in einem Vierteljahrhundert ruiniert sein.“

### Bienensterben
Seit dem Mittelalter wird vom Bienensterben berichtet, so auch in den 1850er, 1880er, den 1920er, den 1960er, den 1990er und wieder in den 2000er Jahren bis heute, auch als colony collapse disorder (CCD) bezeichnet. Der Demeterimker Martin Dettli meint, Steiner habe gesagt, dass die Bienenhaltung, bei der neue Königinnen künstlich gezüchtet und nach Belieben in Völker eingesetzt werden, im Laufe von 60 bis 100 Jahren zu einer Schwächung der Bienengesundheit und sogar dem Verschwinden der Honigbienen führen müsse. Der Bienenforscher Peter Rosenkranz meinte 2018 jedoch, dass sie nicht aussterben werde, solange es imkerliche Bienenzucht gebe.

### Vereinigung für wesensgemäße Bienenhaltung
In Süddeutschland gründeten einige Imker 1986 vor dem Hintergrund der anthroposophischen Lehren Rudolf Steiners zum Wesen der Bienen die  „Vereinigung für wesensgemäße Bienenhaltung e.V.“, die später in „Mellifera e.V.“ umbenannt wurde. Den Vereinsgründern ging es um die Entwicklung einer anthroposophisch erweiterten Imkerei mit einer wesensgemäßen Betriebsweise, um langfristig die Gesundheit ihrer Honigbienen zu stärken. Sie entwickelten die Grundlagen der „wesensgemäßen Bienenhaltung“ weiter, bis sie 1995 zur „biodynamischen Bienenhaltung“ gemäß der „Demeter-Richtlinie zur Bienenhaltung und für Imkereierzeugnisse“ wurde.

## Betriebsweise
Johannes Wirz und Mellifera e.V. beschreiben die Grundlagen der anthroposophisch erweiterten Imkerei mit der Betriebsweise wesensgemäße Bienenhaltung oder biodynamische Bienenhaltung, als eine Beziehung des Imkers zum Bien, mit Wahrung der Integrität des Brutnestes, Volksvermehrung aus Schwarmtrieb, Errichtung der Waben im Naturbau und Verzicht auf künstliche Königinnenzucht.

### Beziehung
Die anthroposophisch erweiterte Imkerei ist eine Frage der Beziehung des Imkers zu seinen Honigbienen. Sie betrifft die Wahrnehmung des Biens nach den Lehren Rudolf Steiners als einen esoterisch-anthropomorphen Organismus, mit welchem der Imker eine „respektvolle, offenherzige Beziehung“ eingeht.

### Integrität des Brutnestes
In der wesensgemäßen Bienenhaltung wird das Brutnest als geschlossene Einheit betrachtet. Bienenbeuten müssen so beschaffen sein, dass sich das Brutnest als ein geschlossener Körper ausdehnen kann, ohne durch Rähmchenleisten oder Oberträger geteilt zu werden. Brut- und Honigraum dürfen nicht durch ein Absperrgitter abgetrennt werden. Die meisten heute gebräuchlichen Bienenbeuten können diese Voraussetzungen mit Modifikationen erfüllen. Die am weitesten verbreiteten Magazinbeuten benötigen hierfür eine größere Brutraumzarge. Warré-Beuten müssen ohne Oberträger in den Zargen verwendet werden. Es gibt aber auch Beuten, die speziell für die wesensgemäße Bienenhaltung entwickelt worden sind, oder von sich aus die Voraussetzungen erfüllen, wie z. B. Mellifera-Einraumbeute, Mellifera-Bienenkiste, Dadant-Beute und Top-Bar-Hive.

### Vermehrung

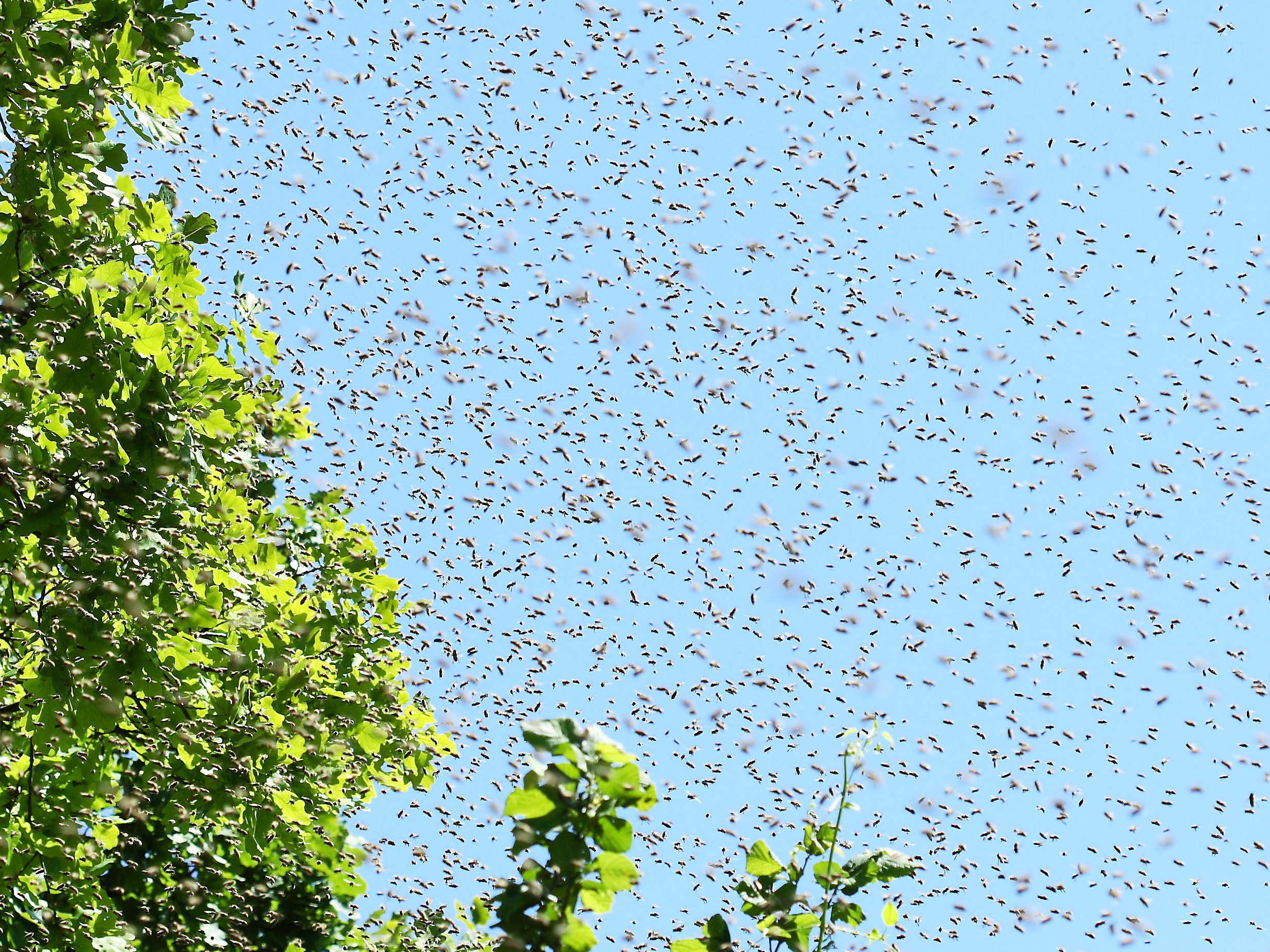
Ein Bienenschwarm

Die Vermehrung über den Schwarmtrieb gehört zu den zentralen Gesichtspunkten der wesensgemäßen Bienenhaltung. Der Schwarmtrieb ist die einzige Art, über die sich Bienenvölker natürlicherweise vermehren. Er ist ein Ausdruck von Vitalität, es gibt viele Bienen, viel Brut und viele Vorräte im Volk. Beim Schwärmen verlässt die alte Königin mit einem Teil der Arbeiterinnen den Bienenstock. Sowohl im alten wie im neu entstehenden Bienenvolk kommt es infolge des Schwärmens zu einer Brutunterbrechung. Der Schwarmakt dient zudem der Reinigung und ist eine natürliche Krankheitsvorsorge. Durch die mit dem Schwarmakt verbundene Brutunterbrechung werden bakterielle Erkrankungen wie Amerikanische Faulbrut und Europäische Faulbrut (Sauerbrut) reduziert und auch die Belastung mit der Varroamilbe wird vermindert.

### Naturwabenbau

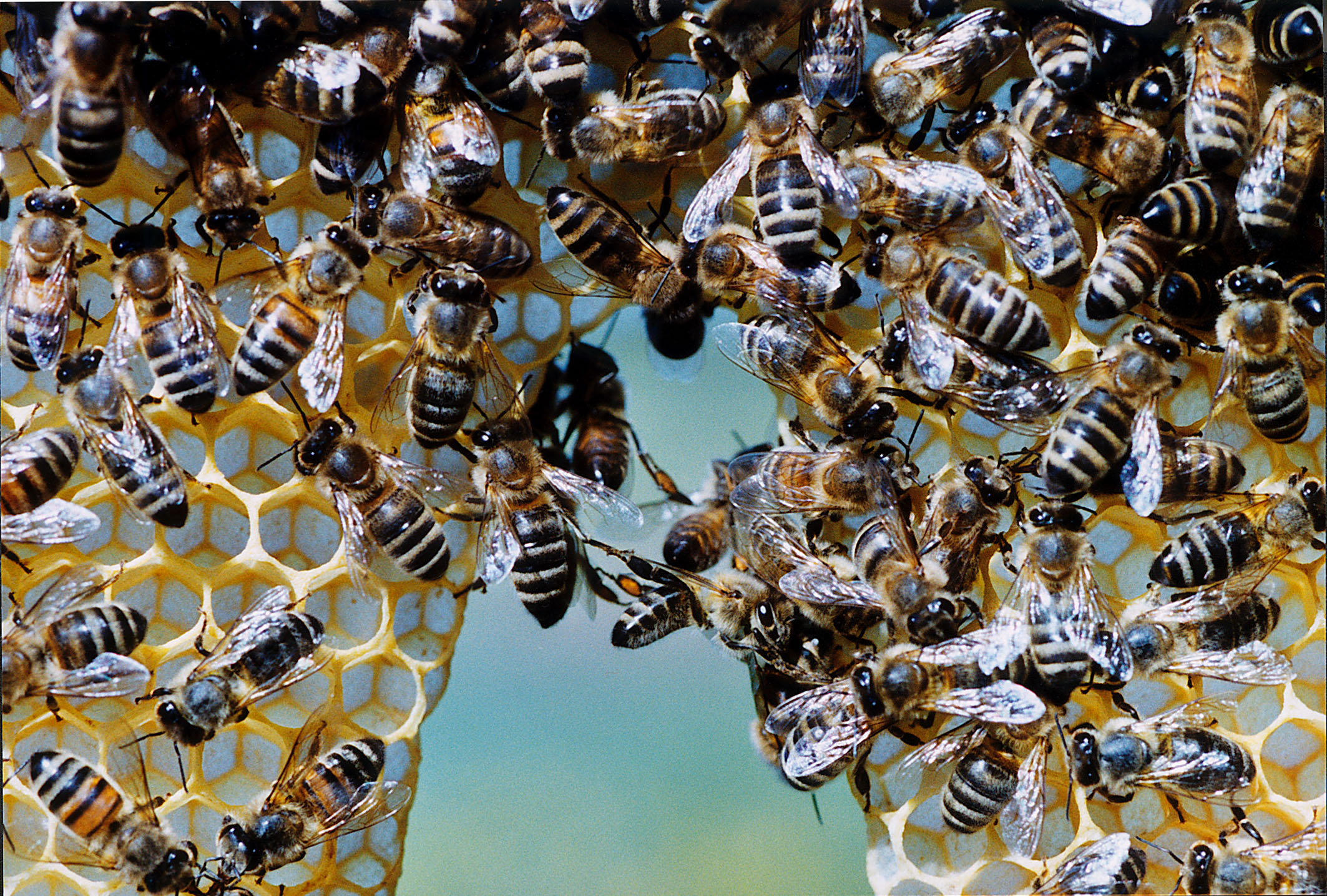
Bienen beim Wabenbau

In der wesensgemäßen Bienenhaltung wird die Integrität des Biens so weit wie möglich geachtet und das Bienenvolk kann seine Waben selbst bauen. Die Waben haben viele wichtige Funktionen im Bienenvolk. In den Zellen der Waben wird die Brut herangezogen, sie garantieren somit den Fortbestand des Volkes. Sie dienen als Speicher für Honig- und Pollenvorräte und auf ihnen sind Tanzböden markiert, auf denen die Kommunikation der Bienen durch Schwänzel-, Sichel- und Rundtänze stattfindet. Der Wabenbau wurde im Laufe der Evolution über viele Millionen Jahre perfektioniert. Für die Volksgesundheit sind Wachsschwitzen und Wabenbauen zudem wichtige hygienische Maßnahmen. Hierbei sind positive Effekte bei Faul- und Sauerbrut nachgewiesen.

### Königinnenzucht
In der wesensgemäßen Königinnenzucht paaren sich die Bienenköniginnen während des Hochzeitsfluges mit beliebigen Drohnen (Standbegattung). So passen sich die Bienenvölker mit ihren Königinnen im Laufe der Generationen an den Standort an. Dies erhöht die genetische Vielfalt und umso größer ist die Vitalität der Bienenvölker. Aktuelle Studien zeigen, dass sich die Einflüsse der Standbegattung positiv auf die Volksstärke beim Einwintern auswirken, die Brutnester größer sind, die Bienen weiter entfernte Nektarquellen anfliegen und im Bienenstock die Resistenz gegenüber Infektionskrankheiten höher ist.